# パキスタン記章
パキスタン記章（パキスタンきしょう、英語: Pakistan Medal）は、1949年に国王ジョージ6世によって創設されたイギリスの記章。1947年8月15日のドミニオン・パキスタン独立前後の関連任務を記念した。
メダルは銀製で直径1.4インチ (36 mm)。表面には銘刻 "GEORGIVS VI D:G:BR:OMN:REX" に囲まれてジョージ6世のロイヤル・サイファーが刻印されている。裏面には花輪に囲まれ、上下をウルドゥー語の刻銘に挟まれたパキスタン国旗が刻まれている。幅1.25インチ (32 mm)のリボンはパキスタン国旗の色である濃緑色で中央に白のストライプが1本引かれている。受章者の名前と細目はメダルの外縁に刻印されている。

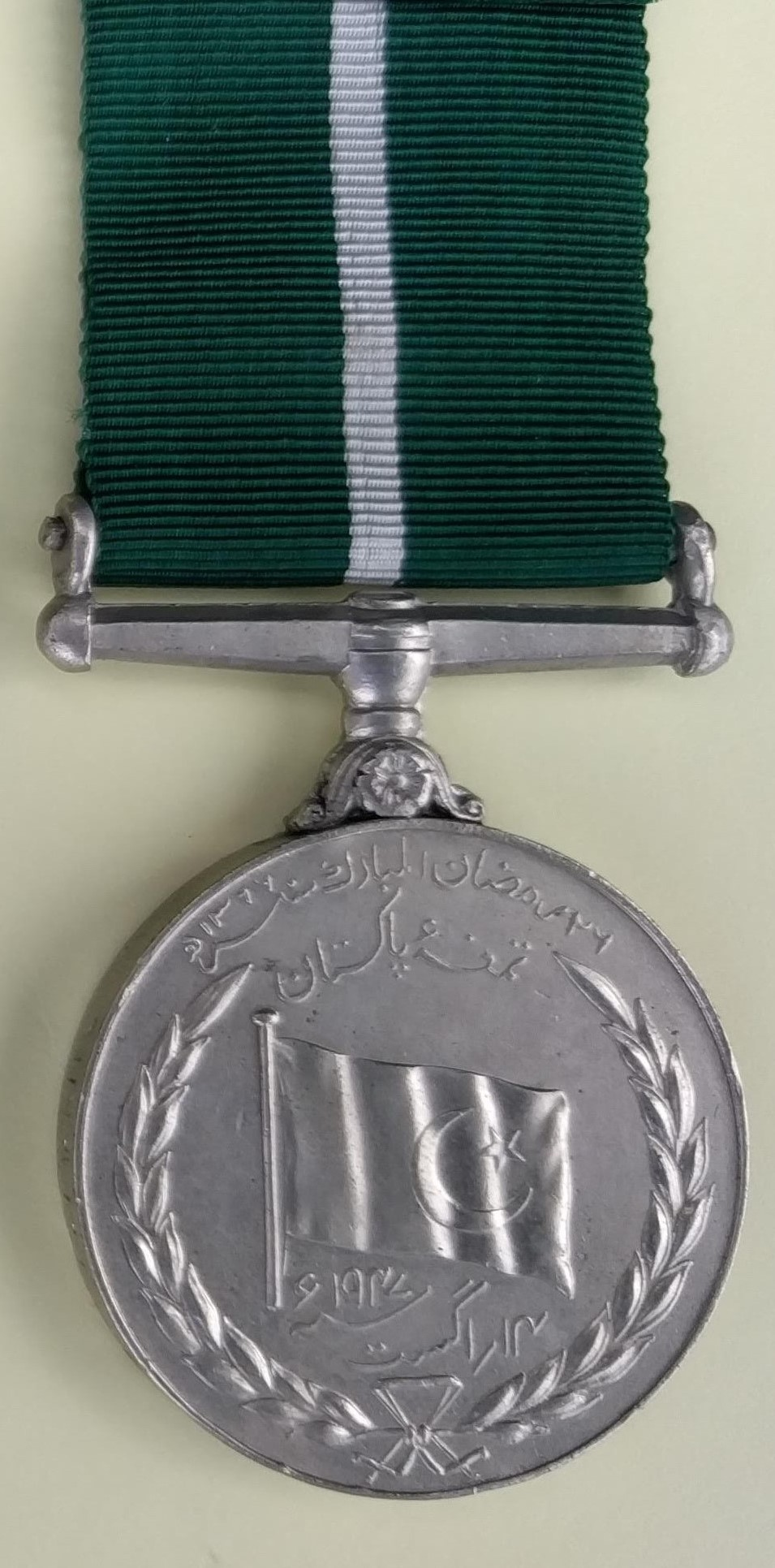
裏面